# Дољио (Перуђа)
Дољио је насеље у Италији у округу Перуђа, региону Умбрија.
Према процени из 2011. у насељу је живело 93 становника. Насеље се налази на надморској висини од 482 м.